# Ђорђе Ђукић
Ђорђе Ђукић (Петрово Врело, 8. март 1934 — Београд, 18. мај 1996) био је генерал-потпуковник Војске Републике Српске.

## Биографија
Рођен је 8. марта 1934. у Петровом Врелу код Гламоча, Врбаска бановина, Краљевина Југославија.
У Југословенској народној армији био је на функцији начелника техничке управе Савезног секретаријата за народну одбрану. Имао је чин генерала-потпуковника у Војсци Републике Српске. Био је члан главног Штаба ВРС и на дужности помоћника команданта за позадину Ратку Младићу, команданту ВРС.

## Хапшење и смрт
Муслиманске снаге су ухапсиле генерала Ђукића и пуковника Алексу Крсмановића 30. јануара 1996. после чега су предати хашком трибуналу.
Генерал Ђорђе Ђукић пуштен је из хашког притвора у Схевенингену 24. априла 1996. године због карцинома у поодмаклој фази и одмах је примљен на ВМА у Београду, где је и преминуо мање од месец дана касније (18. маја). Сахрањен је 21. маја на Новом бежанијском гробљу у Београду.